# Antepipona gusenleitneri
Antepipona gusenleitneri är en stekelart som beskrevs av Tussac H. 1996. Antepipona gusenleitneri ingår i släktet Antepipona och familjen Eumenidae. Inga underarter finns listade i Catalogue of Life.